# Jimbolia
Jimbolia (în germană Hatzfeld, în maghiară Zsombolya, în sârbă Žombolj, cu alfabetul chirilic: Жомбољ, în bulgara bănățeană Džimbolj) este un oraș în județul Timiș, Banat, România. Are o populație de 10.808 locuitori (2011).
A fost capitala plășii Jimbolia, din județul interbelic Timiș-Torontal.

## Geografie
Orașul Jimbolia este situat în Câmpia Banatului, la contactul dintre Câmpia Timișului si Câmpia Mureșului. Se află la intersecția unor căi de comunicație ce fac legătura dintre România și Serbia, fiind și punct de frontieră feroviar și rutier la granița dintre cele două țări. Orașul este legat de Timișoara prin DJ 59A și Calea ferată Timișoara–Jimbolia–Kikinda (Serbia).
Substratul geologic este puternic fragmentat și se caracterizează printr-o mare mobilitate tectonică. Din punct de vedere al reliefului se încadrează Câmpiei Jimboliei, subdiviziune a Câmpiei Mureșului ce alcătuiește partea nordică a Câmpiei Banatului.
Vegetația este alcătuită din pajiști stepice înlocuite în mare parte cu culturi agricole. Solurile sunt foarte fertile și fac parte din categoria cernoziomurilor, favorizând agricultura intensivă.

## Istorie

### Perioada medievală
Istoria veche a orașului începe a fi documentată la 1332-1333, când are loc un recensământ papal a pământurilor Banatului pentru stabilirea taxelor (dijmei). În aceste registre papale, apare numele Chumbul. Din cercetările istoricului maghiar Borovsky Samu, reiese că la origine era o localitate cumano-valahă, fapt dovedit și de existența unei parohii românești. Acest Chumbul mai apare menționat în documente maghiare din 1489, care vorbesc despre existența comunelor Chumbul Mare, Chumbul Mic și Chumbul Intern, cel mai probabil proprietate a familiei Csomboly. Ultimul document din această perioadă, consemnat de istoricul Nicolae Ilieșu, arată că la 1520 exista un anume Mihai de Chumbul, om apropiat al regelui. După această apariție în documente de la începutul Evului Mediu, despre această localitate nu se mai spune nimic în documente din perioada stăpânirii turcești a Banatului.

### Reînființarea localității. Colonizarea
Firul istoric este reluat după cucerirea Banatului de către austrieci, dar pentru o perioadă nu apare a fi locuită. Abia în 1766 se naște noua localitate, prin colonizare cu populație germană originară din Mainz, Trier, Sauer, Pfalz, Lotaringia și Luxemburg. Inițial s-a format din două zone distincte, Landestreu și Hatzfeld, puțin mai la vest, dar după doi ani cele două s-au unit sub numele Hatzfeld, nume dat în cinstea ministrului de interne Carl Friedrich Hatzfeldt⁠(de)[traduceți]. Condițiile cu care s-au confruntat primii coloniști au fost deosebit de grele: din cauza mlaștinilor care înconjurau așezarea și a condițiilor insalubre, numai în primul an de la înființare au murit 168 de persoane. A urmat, în 1770, o epidemie de ciumă care a secerat nu mai puțin de 553 de persoane. În 1781 Hatzfeldul este dat în arendă lui Iosif de Csekonics, apoi vândut acestuia. Mai târziu, familia Csekonics va începe să colonizeze localitatea cu unguri.

### Perioada modernă
Jimbolia a început să se dezvolte în a doua jumătate a secolului XIX, odată cu avântul industrializării care cuprinde tot Banatul. În 1857 s-a dat în folosință calea ferată Timișoara-Szeged, care era principala rută de la Timișoara către Budapesta și Viena. Accesul la această cale ferată i-a permis o dezvoltare economică rapidă, încetinită doar de epidemia de holeră din 1873, care a dus la moartea a peste 1.000 de locuitori. În această perioadă se deschide fabrica de cărămidă (1864) care atrage muncitori în agricultură din tot sudul Banatului, mai ales unguri. Astfel ia ființă cartierul Futok („al fugarilor”, de la numele dat ungurilor fugiți de pe moșiile agricole).
Rețeaua de căi ferate se dezvoltă pornind de la Jimbolia. În 1895 se dă în folosință calea ferată Jimbolia - Checea -  Iohanisfeld (Ionel). În 1906 se termină și calea ferată de la Jimbolia către Grabaț, Lenauheim și Lovrin, construită cu ajutorul unor muncitori din Țara Moților, din care câțiva s-au stabilit în sudul localității. La începutul secolului 20 Jimbolia era în proporție de trei sferturi germană, și un sfert maghiară, cu doar puțini români și sârbi.

### Jimbolia disputată de România și Serbia
Primul Război Mondial a schimbat radical configurația zonei în interiorul căreia Jimbolia a jucat un rol central. Din oraș important în economia Banatului, ajunge să devină un oraș de graniță. După retragerea sârbilor din Timișoara și unirea Banatului cu România, Jimbolia a rămas în granițele provizorii ale Serbiei. La Conferința de Pace de la Paris, prim-ministrul Ion I.C. Brătianu cerea recunoașterea granițelor unei Românii care includea întreg Banatul, cu granița pe Tisa inferioară până la vărsarea acesteia în Dunăre și apoi cursul Dunării. Conferința însă a decis linia de demarcație care s-a păstrat până astăzi, cu excepția unei rectificări care a avut loc în 1923. La 24 noiembrie 1923, România și Regatul Sârb au încheiat la Belgrad un protocol pentru un schimb teritorial. România se angaja să cedeze comunele Pardany, Modoș, Surgan, Crivobara și Nagy Gaj, în timp ce Regatul Serbiei ceda României Beba Veche, Pusta-Kerestur, Ciorda, Iam-ul și orașul Jimbolia. Aceasta din urmă a intrat oficial în componența României abia în 1924.

### Perioada contemporană
După cel de-Al Doilea Război Mondial, Jimbolia intră într-o nouă etapă de dezvoltare, în cadrul economiei de tip planificat. În 1950 este declarată oraș, apoi începe să fie construit cartierul de blocuri din zona gării, se introduc noi industrii și se dezvoltă cele deja existente. În același timp începe și procesul ireversibil de scădere a populației germane, care în decurs de câteva decenii ajunge să fie minoritară și sfârșește prin exodul masiv de după Revoluția din 1989.

## Stema
Stema oficială a orașului Jimbolia a fost adoptată de Guvern prin Hotărârea nr. 937/2014.
În partea dreaptă, în câmp roșu, se află statuia Sfântului Florian, ținând în mâna dreaptă un drapel, iar în mâna stângă un vas din care cad picături de apă peste o clădire în flăcări, totul de argint; clădirea are drept bază un pavaj de argint îmbinat cu negru. În partea stângă, în câmp albastru, se află trei plante de porumb cu știuleți și vârfuri de aur; deasupra lor se află o barză armată de argint ținând în cioc o cunună de aur. Scutul este timbrat de o coroană murală de argint cu trei turnuri crenelate.

#### Semnificația elementelor însumate
Sfântul Florian simbolizează patronul orașului, în timp ce clădirea în flăcări pe care încearcă să o stingă amintește de faptul că este cunoscut ca fiind și protectorul pompierilor.
Porumbul evocă una dintre ocupațiile tradiționale ale zonei, agricultura, iar barza amintește de vechiul sigiliu al localității.
Coroana murală cu trei turnuri crenelate semnifică faptul că localitatea are rangul de oraș

## Demografie
Componența etnică a orașului Jimbolia
     Români (71,54%)
     Romi (6,1%)
     Maghiari (6,08%)
     Germani (1,48%)
     Alte etnii (0,46%)
     Necunoscută (14,33%)
Componența confesională a orașului Jimbolia
     Ortodocși (61,2%)
     Romano-catolici (16,95%)
     Penticostali (4,02%)
     Alte religii (2,96%)
     Necunoscută (14,87%)
Conform recensământului efectuat în 2021, populația orașului Jimbolia se ridică la 10.179 de locuitori, în scădere față de recensământul anterior din 2011, când fuseseră înregistrați 10.808 locuitori. Majoritatea locuitorilor sunt români (71,54%), cu minorități de romi (6,1%), maghiari (6,08%) și germani (1,48%), iar pentru 14,33% nu se cunoaște apartenența etnică. Din punct de vedere confesional, majoritatea locuitorilor sunt ortodocși (61,2%), cu minorități de romano-catolici (16,95%) și penticostali (4,02%), iar pentru 14,87% nu se cunoaște apartenența confesională.
|  | Graficele sunt indisponibile din cauza unor probleme tehnice. Mai multe informații se găsesc la Phabricator și la wiki-ul MediaWiki. |

Date: Recensăminte sau birourile de statistică - grafică realizată de Wikipedia

## Climă
Clima orașului se caracterizează prin valori termice anuale de 10,7 °C și precipitații medii de 570 mm/an. Din punct de vedere al hidrografiei se remarcă apele de adâncime cu caracter ascensional și geotermal.

## Economie
Din punct de vedere economic, sectorul primar, agricultura, ocupă o pondere însemnată. Fondul funciar cuprinde 9735 ha teren agricol din care 97% teren arabil și 3% pășuni și fânețe.
Profilul industrial al orașului rămâne dominat de industria ușoară (încălțăminte, confecții, textile) după care urmează industria electrotehnică și electronică, industria mecanică, industria maselor plastice.
În industria orașului lucrează 58% din populația activă. Sectorul terțiar, care cuprinde toată gama serviciilor, are o pondere de 38%.

### Infrastructura
Orașul este conectat la rețeaua de drumuri naționale a României prin drumul național 59, cu ramurile 59A (dinspre Timișoara) și 59C (spre Sânnicolau Mare).

## Învățământ
În oraș se găsesc cinci grădinițe pentru copiii preșcolari, o Școală cu clasele I-VIII unde învață peste 1000 de elevi, un Grup școlar pentru 1200 de elevi.
Liceul dispune de dotări de excepție prin sprijin guvernamental și din partea Landului german Renania de Nord-Westfalia, având și clase de școală profesională, cu cabinete de calculatoare, electrotehnică, electronică, mecanică, sudură, hidraulicăpneumatică și reparații mașini agricole.
Cultura. În ultimii ani, orașul cunoaște o veritabilă renaștere culturală, beneficiind de instituții de cultură foarte active: Casa de Cultură, șase muzee, o cafenea literară, o bibliotecă orășenească.
Cea mai prestigioasă dintre ele este Fundația culturală româno-germană Petre Stoica condusă de unul dintre cei mai mari poeți români contemporani, cu numeroase premii naționale și internaționale. Având ca scop principal reconstituirea vieții culturale și spirituale românești și germane de pe teritoriul Banatului, Fundația are în inventarul ei o bibliotecă de 16.000 de volume în limbile română și germană, unele cu o mare valoare bibliofilă, o colecție de numismatică, de filatelie, de cartofilie și exlibrisuri, importante manuscrise de la scriitori români și germani, tablouri, gravuri și obiecte casnice muzeale.

## Politică și administrație
Orașul Jimbolia este administrat de un primar și un consiliu local compus din 17 consilieri. Primarul, Darius-Adrian Postelnicu[*], de la Partidul Național Liberal, este în funcție din 2012. Începând cu alegerile locale din 2024, consiliul local are următoarea componență pe partide politice:
|  | Partid                                     | Consilieri | Componența Consiliului | Componența Consiliului | Componența Consiliului | Componența Consiliului | Componența Consiliului | Componența Consiliului |
|  | ------------------------------------------ | ---------- | ---------------------- | ---------------------- | ---------------------- | ---------------------- | ---------------------- | ---------------------- |
|  | Partidul Național Liberal                  | 6          |                        |                        |                        |                        |                        |                        |
|  | Alianța pentru Unirea Românilor            | 3          |                        |                        |                        |                        |                        |                        |
|  | Partidul Social Democrat                   | 2          |                        |                        |                        |                        |                        |                        |
|  | Uniunea Democrată Maghiară din România     | 2          |                        |                        |                        |                        |                        |                        |
|  | Uniunea Salvați România                    | 1          |                        |                        |                        |                        |                        |                        |
|  | Partidul Verde                             | 1          |                        |                        |                        |                        |                        |                        |
|  | Forumul Democrat al Germanilor din România | 1          |                        |                        |                        |                        |                        |                        |
|  | Dema Petru                                 | 1          |                        |                        |                        |                        |                        |                        |

## Turism
- Expoziția Memorială „Ștefan Jäger””[9]
- Muzeul Pompierilor „Florian”[9][10][11]
- Muzeul Presei „Sever Bocu”[9]
- Casa de Cultură Jimbolia
- Muzeul Fundației „Petre Stoica” (bibliotecă, colecție filatelică, numismatică etc.)[9]
- Casa memorială „Dr. Karl Diel”[9]
- Statuia „Sfântul Florian” din Jimbolia
- Cafeneaua literară „Apunake“
- Biblioteca „Mihai Eminescu“ Jimbolia
- Monumentul eroilor
- Monumentul soldatului rus;
- Monumentul celor 7 antifasciști
- Monumentul dedicat revoluției române din anul 1989
- Monumentul dedicat eroilor pașoptiști

Evenimente. O serie de manifestări organizate în ultimii ani au devenit tradiție:
– Raliul Jimboliei
– Festivalul euroregional de muzică blues Jimbo-blues
– Zilele jimboliene – sărbătoarea orașului
– Sărbătoarea de Ignat – concurs gastronomic
– Festivalul obiceiurilor și datinilor de Crăciun – O, brad frumos.
 În oraș funcționează cinci restaurante și mai multe baruri, precum și două hoteluri de trei stele.

## Lăcașuri de cult
- Biserica ortodoxă română Jimbolia (1942)
- Biserici romano-catolice: Jimbolia (două)
- Biserici greco-catolice: Jimbolia (două)
- Biserica Adunarea lui Dumnezeu „Exodul“ Jimbolia
- Casa de rugăciune reformată (1993)
- Biserica creștină baptistă Jimbolia
- Biserica penticostală „Salem“ Jimbolia
- Societatea creștină apostolică penticostală „Betel“ Jimbolia

## Sport
Infrastructura sportivă a localității este compusă dintr-un stadion cu capacitatea de 1000 de locuri, o sală de sport școlar, ștrand cu bazine termale și facilități pentru sport, iar o nouă sală de sport orășenească se află în construcție.
Baze sportive și de agrement
- Stadionul de fotbal „Thierjung Arpad“ Jimbolia
- Sala de sport școlară Jimbolia
- Ștrandul termal Jimbolia
- Sala de sport din incinta Ștrandului Termal
- Bălțile din exteriorul orașului

## Sănătate
Serviciile medicale către populație sunt asigurate de către cinci cabinete medicale private, patru cabinete stomatologice private precum și un spital cu o capacitate de 125 de paturi.
 Instituții sanitare
- Spital „Dr.K.Diel “ Jimbolia
- Policlinica Jimbolia
- Dispensare medicale: Jimbolia (patru)
- Farmacii: Jimbolia (patru)
- Circumscripția sanitară-veterinară Jimbolia
- Circumscipția sanitară-veterinară și pentru siguranța alimentelor Jimbolia
- Farmacii veterinare: Jimbolia (patru)

## Orașe înfrățite
Orașul Jimbolia este înfrățit cu următoarele localități:
- Kikinda, Serbia
- Pusztamerges, Ungaria

## Personalități marcante
- Ștefan Jäger (1877 - 1962), pictor;
- Karl Diel (1855 - 1930), chirurg;
- Ionathan X. Uranus (1909 - 1984), scriitor, preot;
- Petre Stoica (1931 - 2009), poet, scriitor, traducător, publicist, colectionar de presa, bibliofil;
- Árpád Thierjung (1914 - 1981), jucător și antrenor de fotbal;
- Hans Wiesenmayer (1924 - 2007), atlet;
- Petru Drăgan (1932 - 2007), medic;
- Emmerich Reichrath (1941 - 2006), jurnalist, critic de teatru, scriitor de limbă germană; redactor-șef al ziarului Allgemeine Deutsche Zeitung für Rumänien;
- Mihai Moraru (n. 1946), profesor universitar, istoric literar;
- Dorin Rotariu (n. 1994), fotbalist.

## Galerie

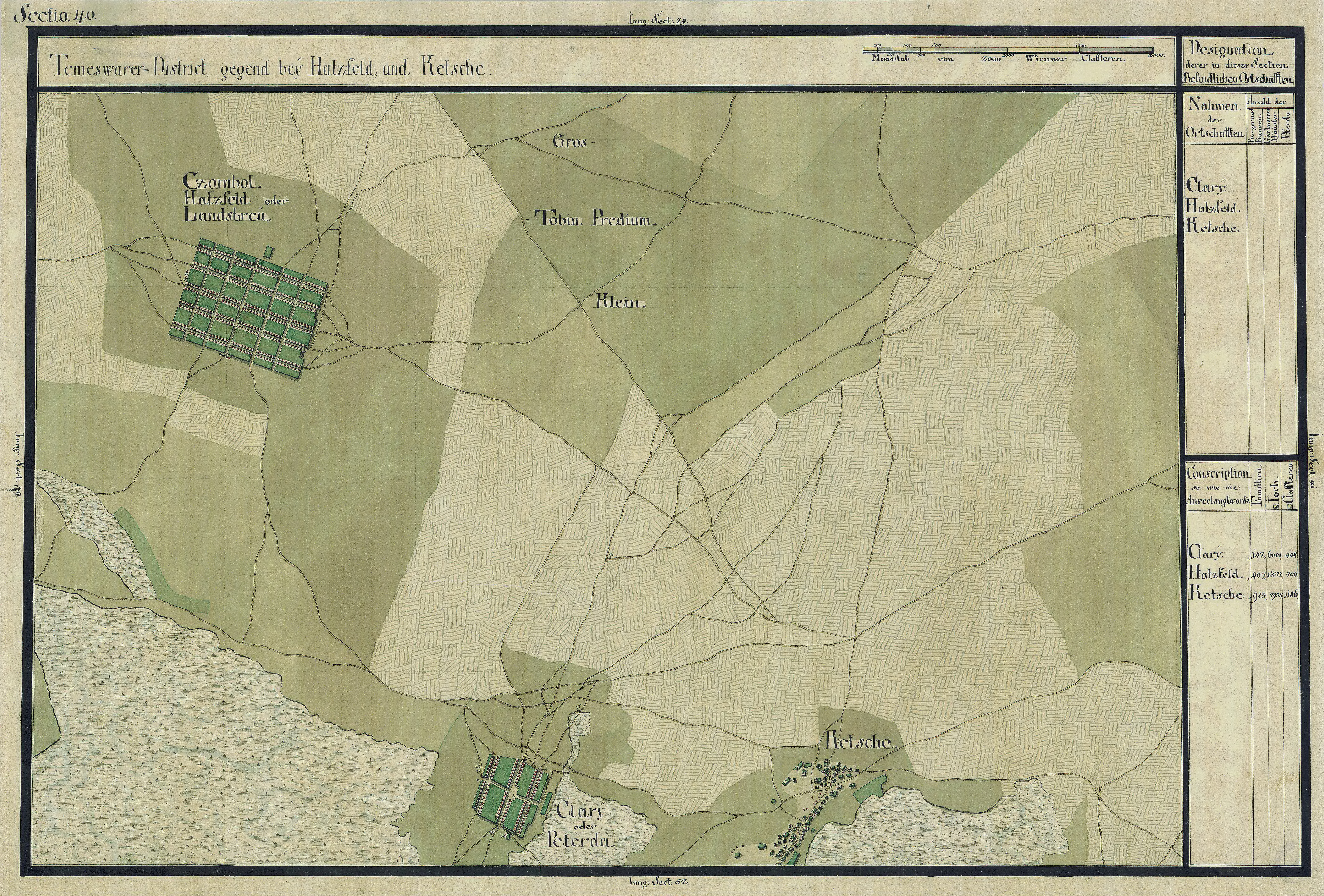
Jimbolia în Harta Iosefină a Banatului, 1769-72
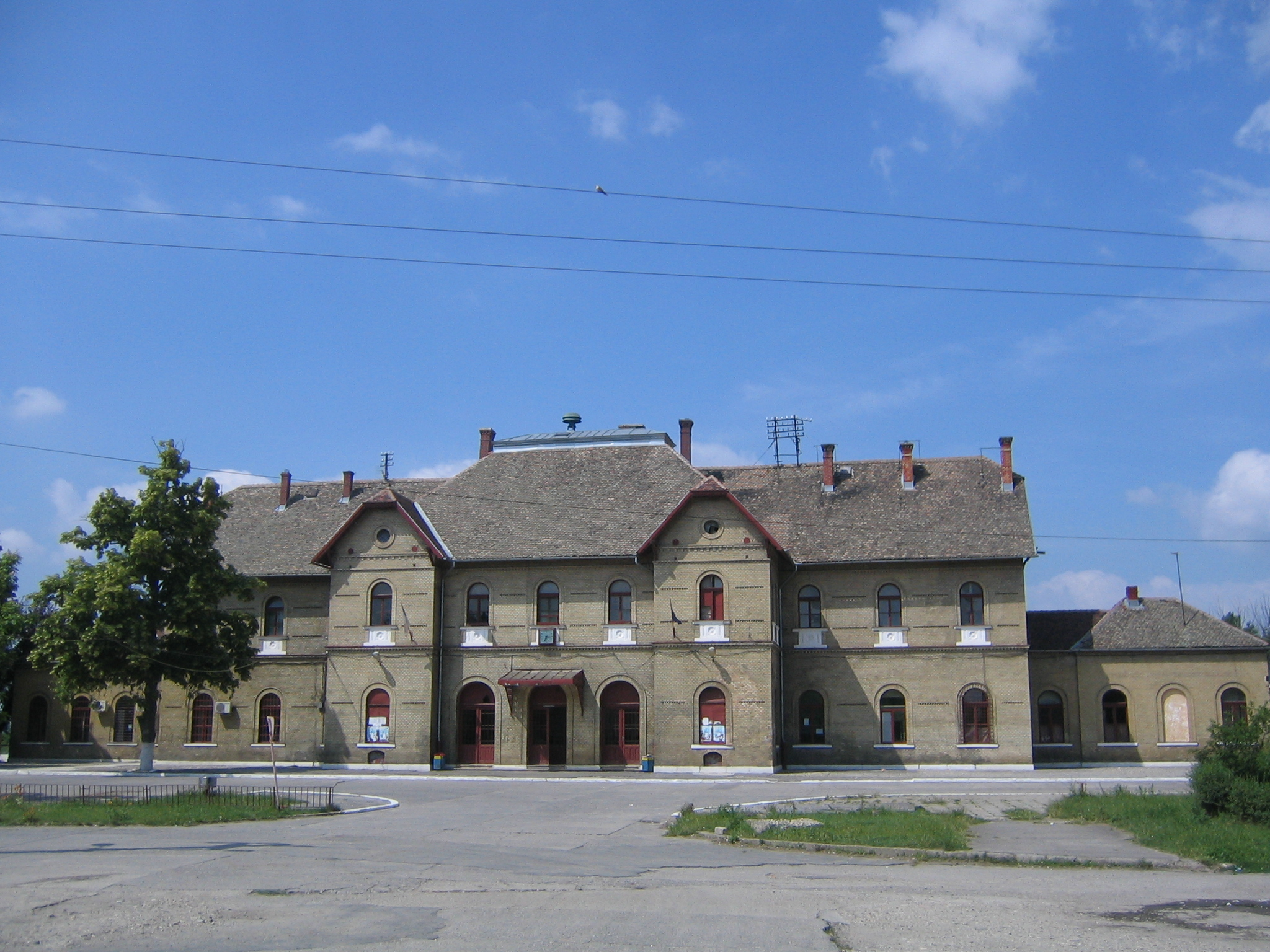
Gara Jimbolia
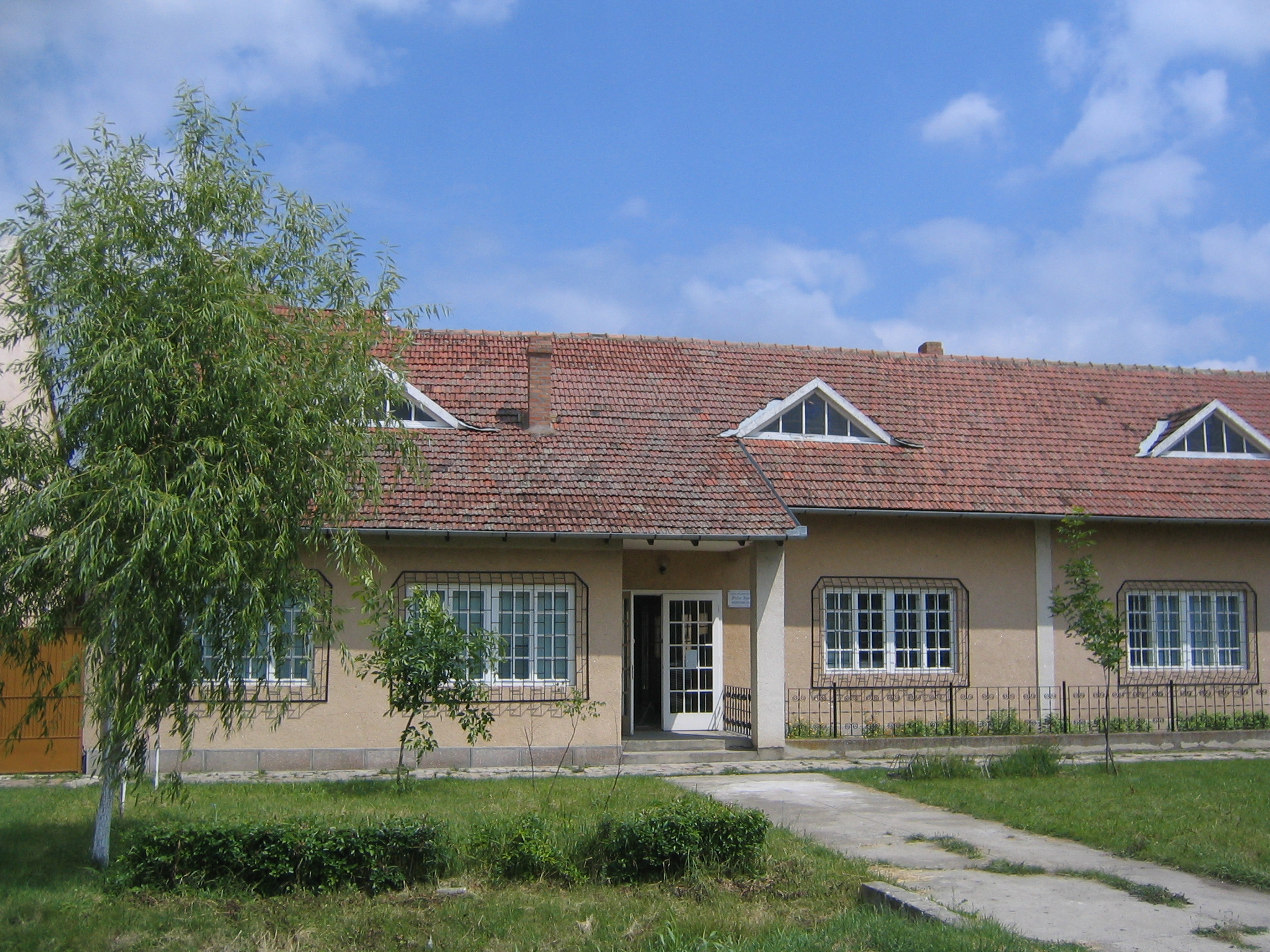
Muzeul „Ștefan Jager”
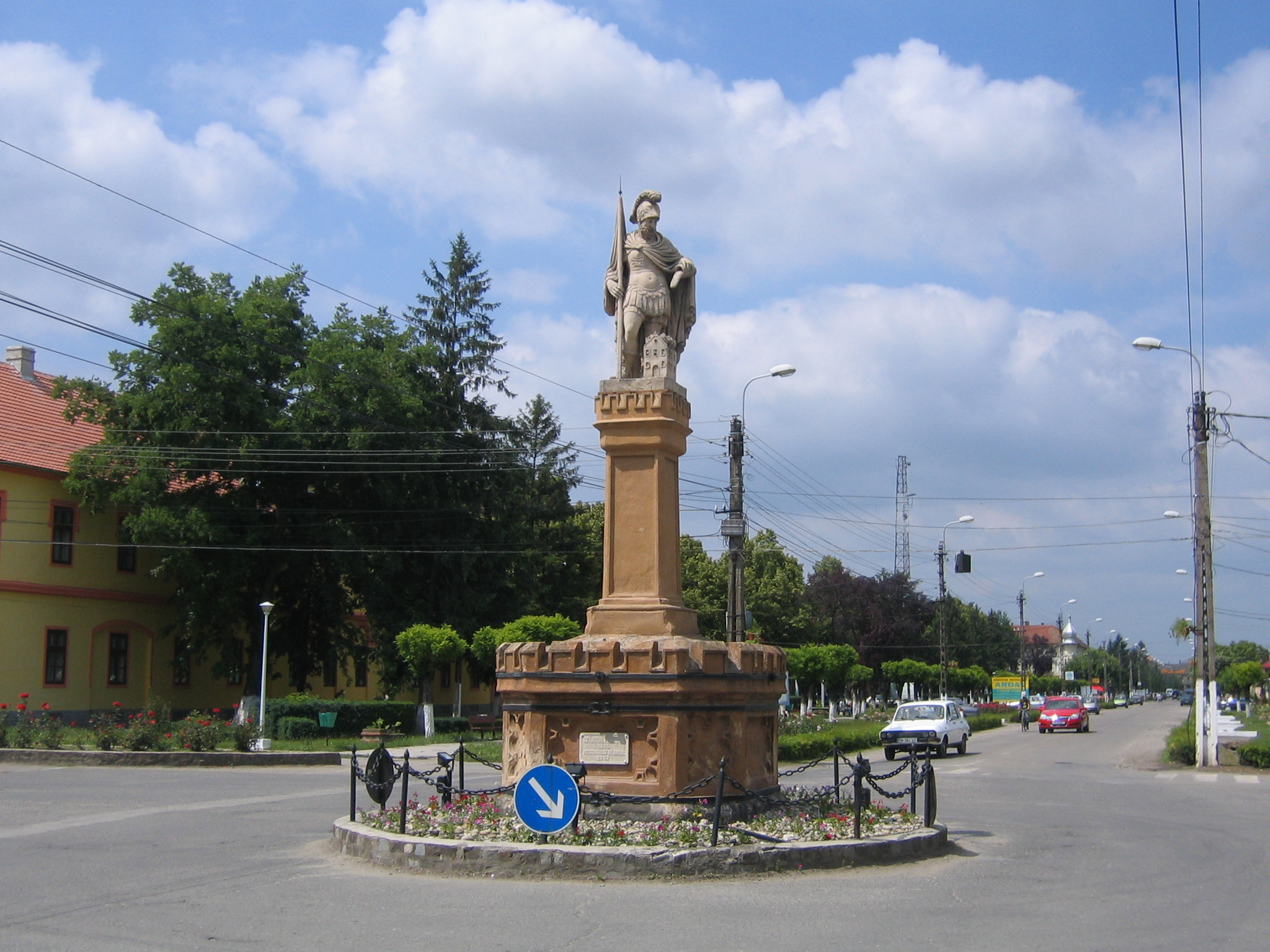
Statuia Sfântului Florian
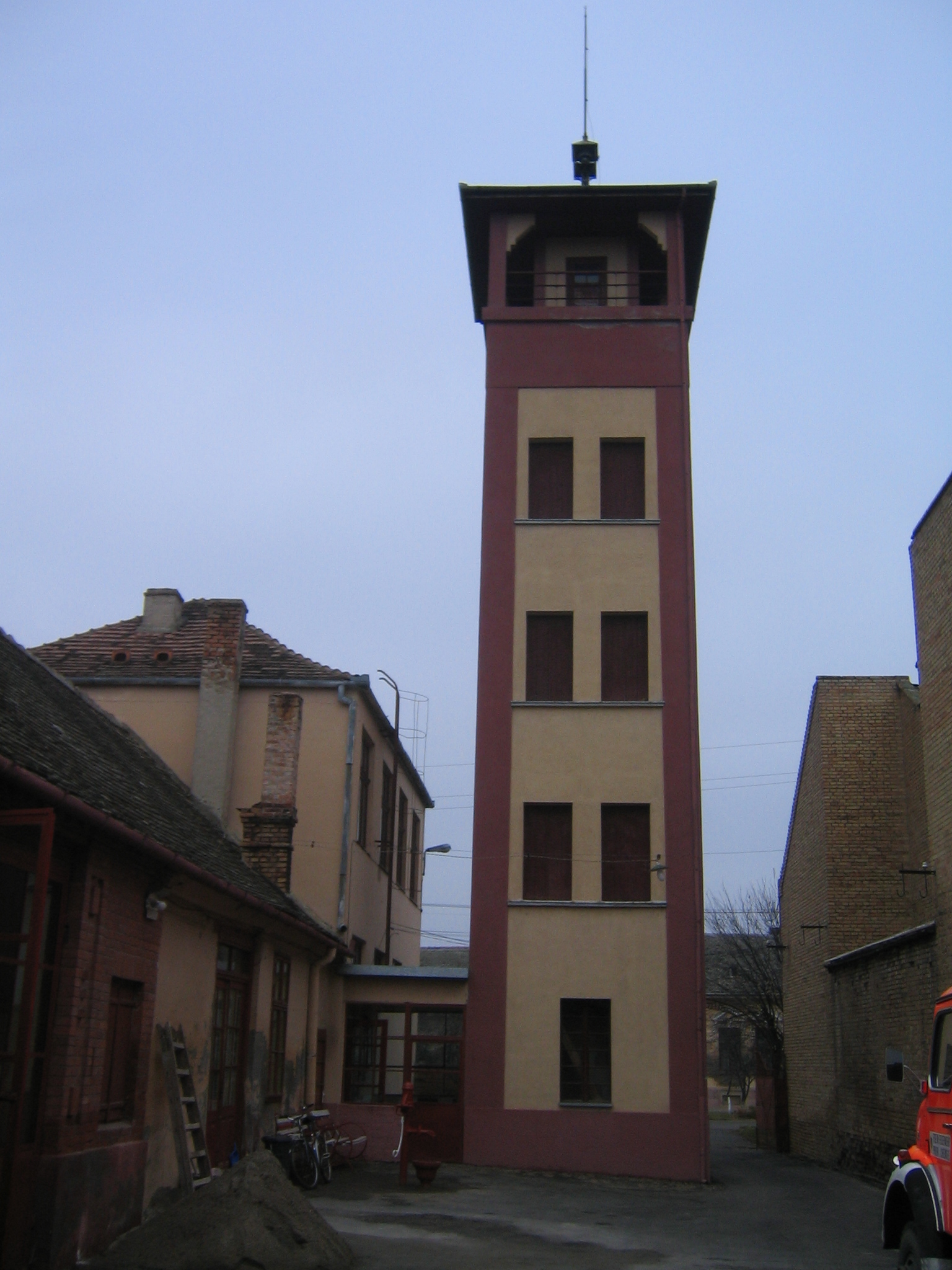
Turnul Pompierilor
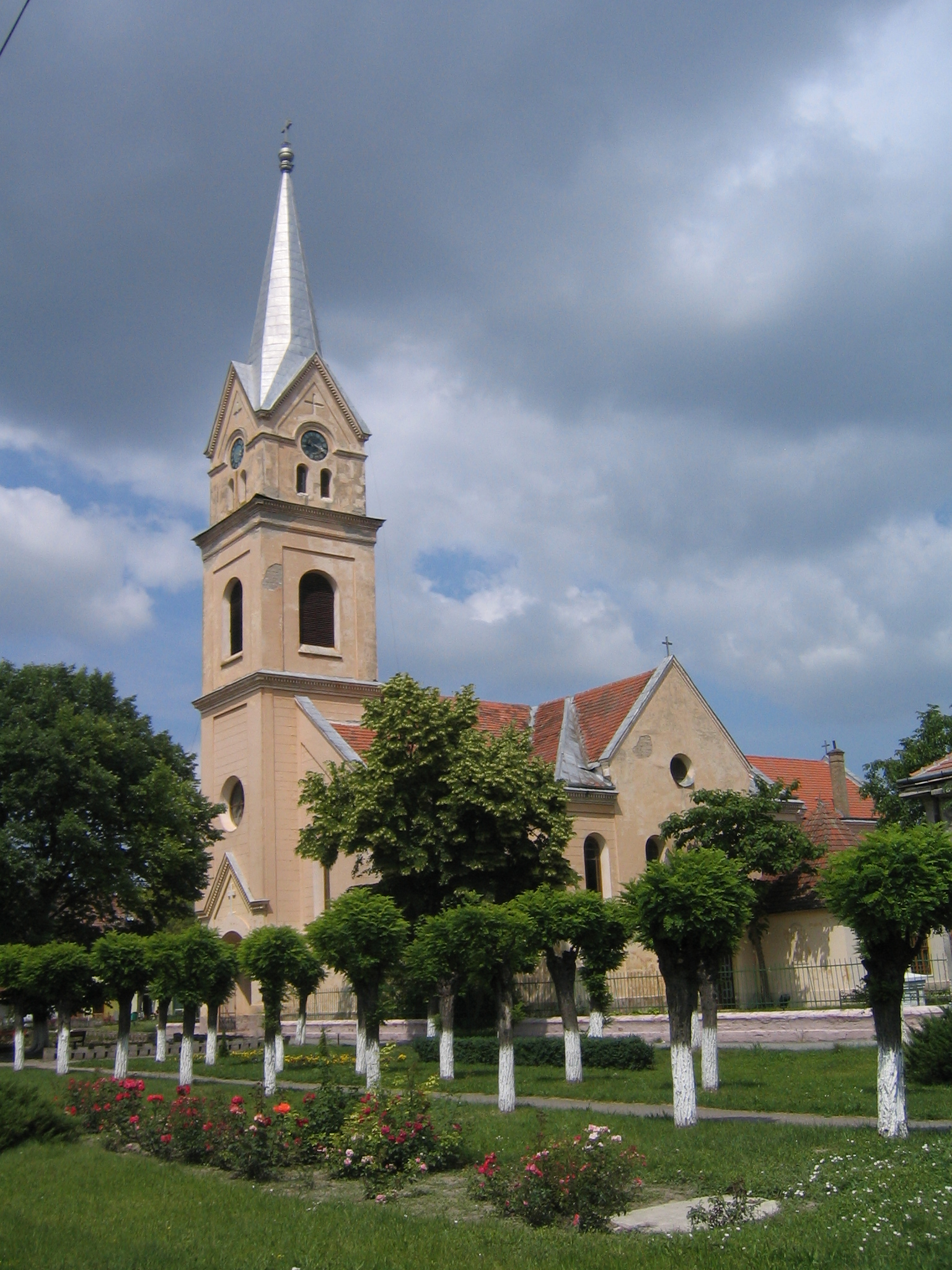
Biserică
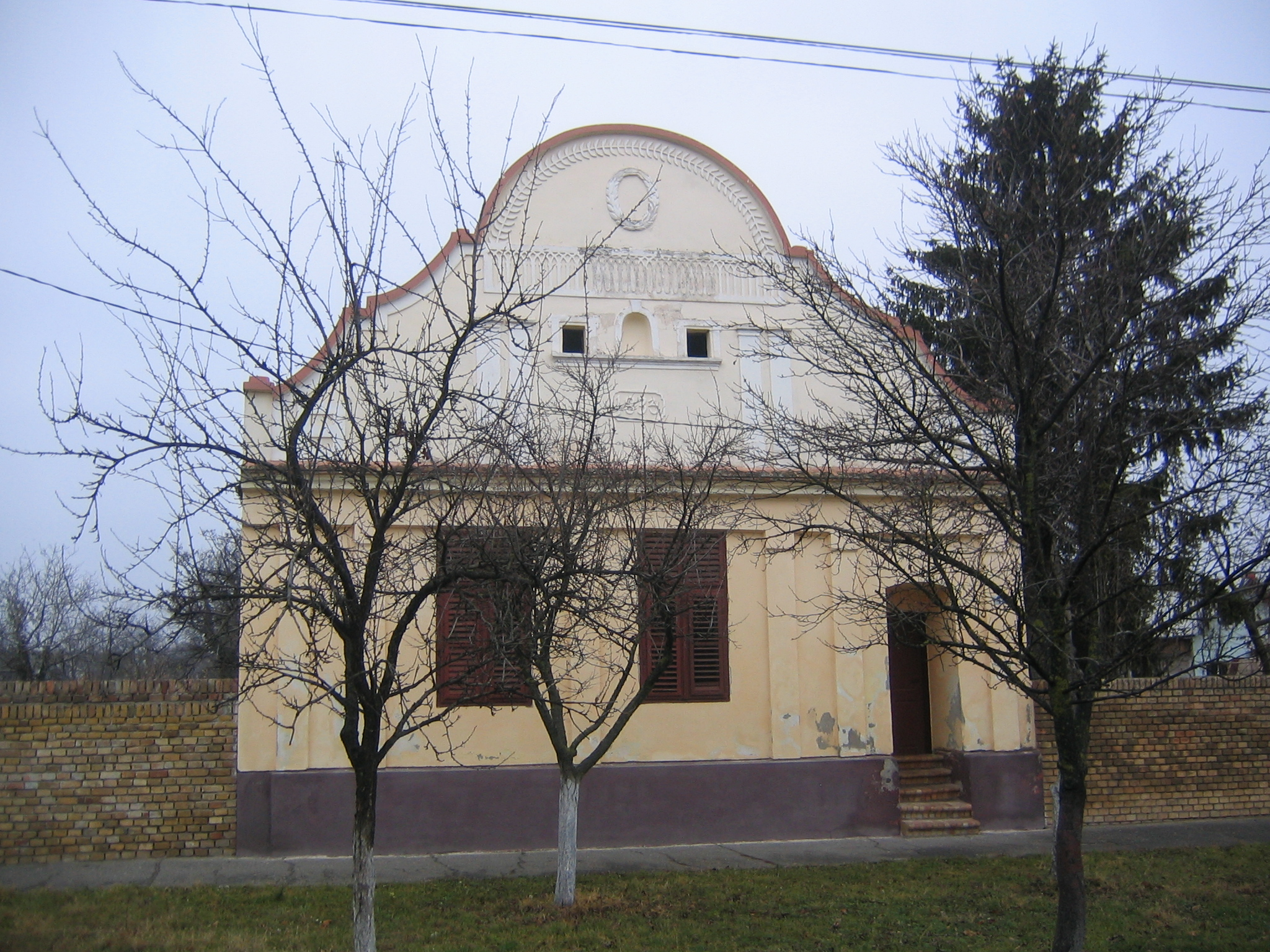
Casă tradițională șvăbească, monument istoric protejat
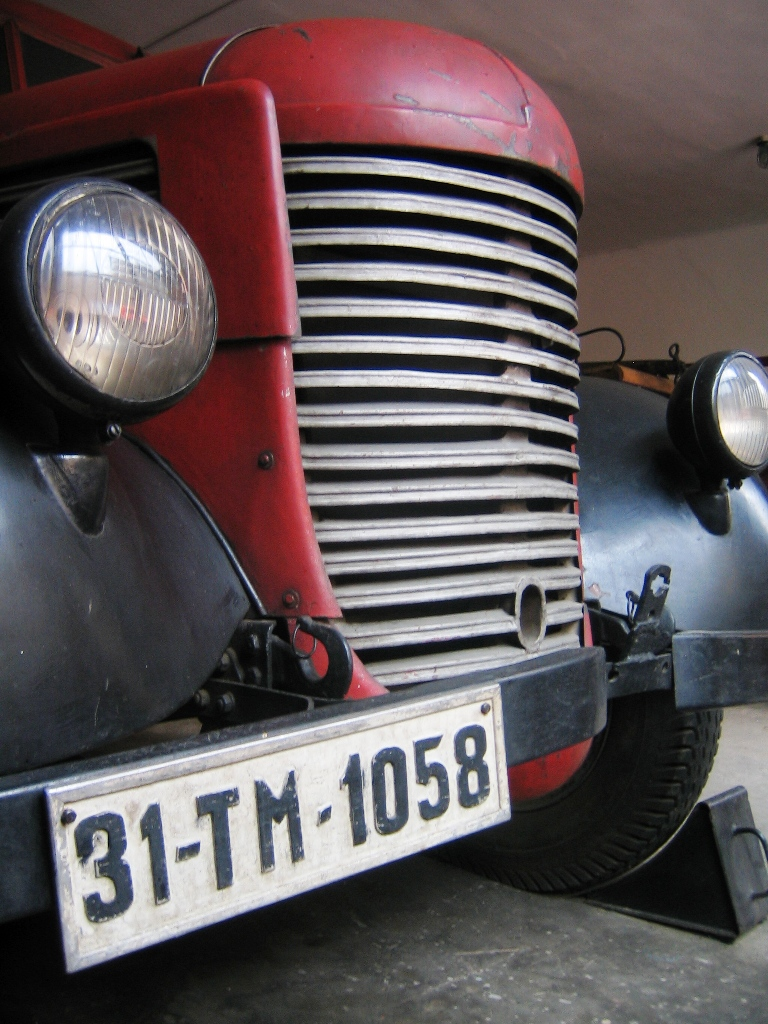
Autospecială expusă la Muzeul Pompierilor
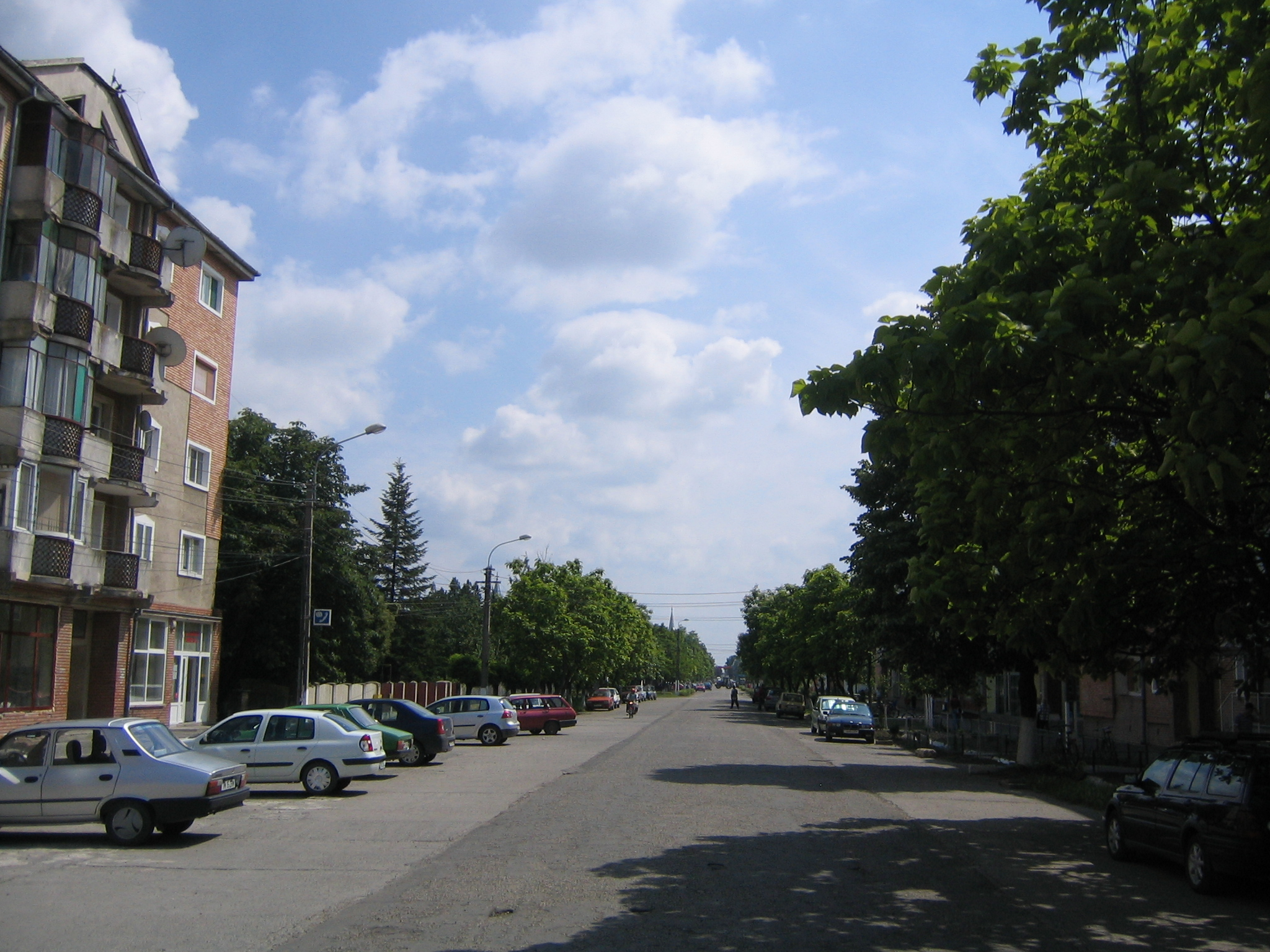
Stradă din Jimbolia